# Chip McCaw
Christian Eric "Chip" McCaw (ur. 24 marca 1973 w Tulsie) – amerykański siatkarz plażowy. Grał m.in. z Robem Heidgerem, z którym zajął 4. miejsce na Mistrzostwach Świata w 2001 roku w Klagefurcie, ulegając w meczu o trzecie miejsce Norwegom Vegardowi Høidalenowi i Jørre Kjemperudowi.
Brał udział w Igrzyskach Olimpijskich w 2000 roku, reprezentując Stany Zjednoczone i zajmując 11. miejsce.